# Rosszul összetett szavak
A rosszul összetett szavak olyan nyelvi játék, amelyben két összetett szót olvasztanak egybe, melyeknek egyik tagja középen így közös lesz. A játék lényege az, hogy mulatságos hatás elérése érdekében olyan összetételeket keresnek, amelyeknek szokatlan, meghökkentő, mégis elképzelhető jelentése van. Gyakran meghatározással, kérdés-felelet formájában játsszák.

## Példák
- órabérgyilkos (órabér + bérgyilkos); meghatározás: munkaügyi vezető
- kilométerrúd (kilométer + méterrúd); meghatározás: a leghosszabb etalon
- színházmester (színház + házmester); meghatározás: színházi ügyelő
- adatbankrabló (adatbank + bankrabló); meghatározás: hacker
- nótafakopáncs (nótafa + fakopáncs); meghatározás: muzikális harkály
- gyeplabdatartás (gyeplabda + labdatartás); meghatározás: félreértett edzői utasítás
- pártütőképes (pártütő + ütőképes); meghatározás: energikus politikus jelzője
- vérfürdőruha (vérfürdő + fürdőruha); meghatározás: tömeggyilkos viseli
- kocsmabútorszállító (kocsmabútor + bútorszállító); részegen ki visz majd haza?…

## Ellenpéldák
- Amikor az összetétel nem eredményez meglepő, új értelmet, a mulatságos hatás elmarad:
  - gépfegyverszünet (a fegyverszünet nyilvánvalóan a gépfegyverekre is kiterjed)
  - ásványvíztározó (víztározóban nem ásványvizet tárolnak)
- Amikor az összetétel egyszerűen képtelenséget jelent:
  - botkormánykerék